# نجیب جرفادقانی
ملک الشعرا نجیب الدین جرفادقانی (گلپایگانی) یکی از شاعران توانای پایان قرن ششم و اوایل قرن هفتم هجری قمری است. وی در قصیده سرایی از بهترین جانشینان شعرای بزرگ پایان قرن ششم در عراق شمرده می‌شود (صفا، ۱۳۷۳: ۳/۴۱۹) که لقب ملک الشعرایی نیز داشته‌است. ایراد معانی مختلف، تخیلات باریک، مضامین تازه و دل‌انگیز، تشبیهات و ترکیبات نو و نیز روانی و سهولت کلام از ویژگی‌های شعر اوست. ذبیح‌الله صفا می‌نویسد: «سخنش در روانی و انسجام و اشتمال بر معانی مبتکر یادآور کلام سحّار انوری و متابعان اوست و وی اگرچه واقعاً تابع انوری نیست ولی مانند همان شاعر در استفاده از مسایل علمی برای خلق مضمونهای شعری استاد است» (پیشین، همان‌جا).
تاریخ وفات این شاعر ۶۶۵ هجری است که پس از مسافرتهای طولانی و رجعت به زادگاه و عزلتگاه خویش بعد از هفتاد سالگی اتفاق می‌افتد. دیوان این شاعر مشتمل بر قصاید، مقطعات، یک ترکیب بند، غزلیات و رباعیات برای اولین بار از سوی سلسله نشریات «ما» به کوشش احمد کرمی در سال ۱۳۷۱ به حلیه طبع آراسته شد. مصحّح مذکور در معرفی نسخ خطی چنین می‌نویسد: «این دیوان بر پایه مقابله نسخه خطی کتابخانه اینجانب و چند نسخه دیگر با راهنمایی فاضلانه زنده یاد استاد محمود منشی کاشانی، قصیده سرای کم‌نظیر عصر ما فراهم آمده‌است» (پیشین، همان‌جا).
شاعر مذکور از سرایندگان چیره‌دست قصیده و غزل در پایان قرن ششم هجری است و دیوان این شاعر از متون ارزنده و مهم ادب فارسی است. اهمیت این دیوان هم از جهت اشعار ارزنده آن و هم از جهت احتوای آن بر لغات کهنه است و از جهت تاریخی نیز بسیار ارزشمند است. متأسفانه با وجود نسخه‌های متقدم و متعدد (که در فهرست نسخ خطی منزوی بیش از ده نسخه آن معرفی گردیده) دیوان چاپ شده او دارای برخی از اغلاط و تصحیفات همراه با افتادگی هاست.